# Interzonenturnier Palma de Mallorca 1970
Das Interzonenturnier – ein Schachturnier – in Palma de Mallorca vom 9. November 1970 bis zum 12. Dezember 1970 diente dazu, die Teilnehmer für die Kandidatenwettkämpfe des Jahres 1971 zu bestimmen. Neben dem 1969 von Boris Spasski entthronten Exweltmeister Tigran Petrosjan und dem im Finale der Kandidatenwettkämpfe von 1968 gegen Boris Spasski unterlegenen Viktor Kortschnoi sollten die sechs Erstplatzierten des Interzonenturnieres zur Teilnahme an den Kandidatenturnieren berechtigt sein. Der Sieger dieser Kandidatenwettkämpfe würde dann das Recht erhalten, den amtierenden Weltmeister Boris Spasski in der Schachweltmeisterschaft 1972 herauszufordern.
Bobby Fischer gewann das Turnier souverän mit einem Vorsprung von 3,5 Punkten auf Bent Larsen, gegen den er die einzige Niederlage erlitt. Mit dem Turniersieg machte er einen wichtigen Schritt zum Gewinn der Weltmeisterschaft im Jahre 1972. Dabei war seine Teilnahme
nur durch den Verzicht seines eigentlich startberechtigten Landsmannes Pál Benkő möglich geworden, der dafür als Entschädigung vom US-Schachverband 2000 US-Dollar erhielt.
Für den damals 22-jährigen Robert Hübner bedeutete die Qualifikation zu den Kandidatenturnieren den internationalen Durchbruch. Wolfgang Uhlmann aus der DDR gelang zum ersten und gleichzeitig letzten Mal die Qualifikation zu einem Kandidatenturnier.

## Abschlusstabelle
|     | Name                     | 1 | 2 | 3 | 4 | 5 | 6 | 7 | 8 | 9 | 10 | 11 | 12 | 13 | 14 | 15 | 16 | 17 | 18 | 19 | 20 | 21 | 22 | 23 | 24 | Gesamt |
| --- | ------------------------ | - | - | - | - | - | - | - | - | - | -- | -- | -- | -- | -- | -- | -- | -- | -- | -- | -- | -- | -- | -- | -- | ------ |
| 1.  | Bobby Fischer            |   | 0 | 1 | ½ | 1 | 1 | ½ | 1 | ½ | 1  | 1  | 1  | 1  | 1  | 1  | 1  | 1  | ½  | 1  | 1  | ½  | ½  | 1  | ½  | 18½    |
| 2.  | Bent Larsen              | 1 |   | ½ | ½ | 0 | 1 | ½ | ½ | ½ | ½  | 1  | 1  | 0  | ½  | ½  | 1  | ½  | 1  | ½  | 1  | 1  | ½  | 1  | ½  | 15     |
| 3.  | Efim Geller              | 0 | ½ |   | 1 | ½ | 1 | ½ | 1 | ½ | ½  | ½  | 1  | ½  | ½  | 1  | ½  | 1  | ½  | ½  | ½  | 1  | 1  | ½  | ½  | 15     |
| 4.  | Robert Hübner            | ½ | ½ | 0 |   | ½ | 1 | ½ | 0 | ½ | ½  | 0  | ½  | ½  | 1  | ½  | 1  | 1  | 1  | 1  | ½  | 1  | 1  | 1  | 1  | 15     |
| 5.  | Mark Taimanow            | 0 | 1 | ½ | ½ |   | ½ | ½ | ½ | ½ | ½  | ½  | 0  | ½  | 0  | 1  | 1  | ½  | 1  | ½  | 1  | ½  | 1  | 1  | 1  | 14     |
| 6.  | Wolfgang Uhlmann         | 0 | 0 | 0 | 0 | ½ |   | 1 | ½ | ½ | 1  | ½  | ½  | 1  | ½  | 0  | 1  | ½  | 1  | 1  | ½  | 1  | 1  | 1  | 1  | 14     |
| 7.  | Lajos Portisch           | ½ | ½ | ½ | ½ | ½ | 0 |   | ½ | 0 | 1  | ½  | 1  | 1  | ½  | ½  | ½  | 1  | ½  | ½  | 1  | ½  | 1  | 1  | 0  | 13½    |
| 8.  | Wassili Smyslow          | 0 | ½ | 0 | 1 | ½ | ½ | ½ |   | 1 | ½  | ½  | 0  | ½  | ½  | ½  | ½  | ½  | ½  | 1  | 1  | ½  | 1  | 1  | 1  | 13½    |
| 9.  | Lew Polugajewski         | ½ | ½ | ½ | ½ | ½ | ½ | 1 | 0 |   | ½  | 1  | ½  | ½  | ½  | ½  | 1  | 0  | ½  | 1  | 1  | ½  | ½  | ½  | ½  | 13     |
| 10. | Svetozar Gligorić        | 0 | ½ | ½ | ½ | ½ | 0 | 0 | ½ | ½ |    | 1  | ½  | 1  | ½  | 1  | ½  | ½  | 1  | 0  | ½  | 1  | ½  | 1  | 1  | 13     |
| 11. | Óscar Panno              | 0 | 0 | ½ | 1 | ½ | ½ | ½ | ½ | 0 | 0  |    | ½  | ½  | ½  | 1  | 1  | ½  | ½  | ½  | ½  | 1  | 1  | ½  | 1  | 12½    |
| 12. | Henrique Mecking         | 0 | 0 | 0 | ½ | 1 | ½ | 0 | 1 | ½ | ½  | ½  |    | 1  | ½  | ½  | ½  | ½  | 0  | ½  | ½  | 1  | 1  | 1  | 1  | 12½    |
| 13. | Vlastimil Hort           | 0 | 1 | ½ | ½ | ½ | 0 | 0 | ½ | ½ | 0  | ½  | 0  |    | 1  | ½  | 1  | ½  | ½  | ½  | ½  | 1  | ½  | 1  | ½  | 11½    |
| 14. | Borislav Ivkov           | 0 | ½ | ½ | 0 | 1 | ½ | ½ | ½ | ½ | ½  | ½  | ½  | 0  |    | ½  | ½  | 0  | ½  | ½  | ½  | ½  | 1  | ½  | ½  | 10½    |
| 15. | Duncan Suttles           | 0 | ½ | 0 | ½ | 0 | 1 | ½ | ½ | ½ | 0  | 0  | ½  | ½  | ½  |    | 0  | ½  | ½  | 1  | ½  | 0  | 1  | ½  | 1  | 10     |
| 16. | Dragoljub Minić          | 0 | 0 | ½ | 0 | 0 | 0 | ½ | ½ | 0 | ½  | 0  | ½  | 0  | ½  | 1  |    | 1  | ½  | ½  | ½  | 1  | ½  | 1  | 1  | 10     |
| 17. | Samuel Reshevsky         | 0 | ½ | 0 | 0 | ½ | ½ | 0 | ½ | 1 | ½  | ½  | ½  | ½  | 1  | ½  | 0  |    | ½  | ½  | ½  | 0  | 0  | ½  | 1  | 09½    |
| 18. | Milan Matulović          | ½ | 0 | ½ | 0 | 0 | 0 | ½ | ½ | ½ | 0  | ½  | 1  | ½  | ½  | ½  | ½  | ½  |    | ½  | ½  | 0  | 0  | ½  | 1  | 09     |
| 19. | William Addison          | 0 | ½ | ½ | 0 | ½ | 0 | ½ | 0 | 0 | 1  | ½  | ½  | ½  | ½  | 0  | ½  | ½  | ½  |    | ½  | 0  | 0  | 1  | 1  | 09     |
| 20. | Miroslav Filip           | 0 | 0 | ½ | ½ | 0 | ½ | 0 | 0 | 0 | ½  | ½  | ½  | ½  | ½  | ½  | ½  | ½  | ½  | ½  |    | ½  | 1  | ½  | 0  | 08½    |
| 21. | Renato Naranja           | ½ | 0 | 0 | 0 | ½ | 0 | ½ | ½ | ½ | 0  | 0  | 0  | 0  | ½  | 1  | 0  | 1  | 1  | 1  | ½  |    | 0  | 0  | 1  | 08½    |
| 22. | Tüdewiin Üitümen         | ½ | ½ | 0 | 0 | 0 | 0 | 0 | 0 | ½ | ½  | 0  | 0  | ½  | 0  | 0  | ½  | 1  | 1  | 1  | 0  | 1  |    | 1  | ½  | 08½    |
| 23. | Jorge Rubinetti          | 0 | 0 | ½ | 0 | 0 | 0 | 0 | 0 | ½ | 0  | ½  | 0  | 0  | ½  | ½  | 0  | ½  | ½  | 0  | ½  | 1  | 0  |    | 1  | 06     |
| 24. | Eleazar Jiménez Zerquera | ½ | ½ | ½ | 0 | 0 | 0 | 1 | 0 | ½ | 0  | 0  | 0  | ½  | ½  | 0  | 0  | 0  | 0  | 0  | 1  | 0  | ½  | 0  |    | 05½    |